# 擦粉的女人
《擦粉的女人》（法語：Jeune femme se poudrant）是法国画家乔治·修拉的一幅布面油画，绘于1889–1890年。这幅作品是点彩画派的杰作，描绘艺术家本人的情妇玛德琳·诺布洛赫。它是科陶德藝術學院的藏品，在萨默塞特府的科陶德美術館展出。
修拉与自己的模特诺布洛赫保持秘密的情人关系。1890年展出这幅画时，他掩盖了与她的关系。
自从这幅画公开展出后，这位年轻女子身后的墙上就挂着一个竹子相框，上面画了一瓶花。2014年，利用先进的图像技术，显示出修拉在画架上画了自己，墙上的物体现在被认为是一面镜子。修拉在向一位朋友展示了这幅画后，用一张桌子和鲜花覆盖了自己的肖像。讽刺的是，这幅隐藏的肖像是修拉唯一已知的自画像。